# Luis Francisco Sánchez Mosquera
Luis Francisco Sánchez Mosquera (Cúcuta, 18 settembre 2000) è un calciatore colombiano, centrocampista del Fortaleza C.E.I.F..

## Carriera
Cresciuto nel settore giovanile dell'América de Cali, ha esordito in prima squadra il 15 luglio 2019 in occasione dell'incontro di Categoría Primera A vinto 2-1 contro l'Alianza Petrolera. Nel 2019 è stato ceduto in prestito stagionale al Saint-Étienne, dove ha giocato 10 partite con la squadra riserve. In seguito ha giocato anche nella prima divisione argentina.

## Statistiche

### Presenze e reti nei club
Statistiche aggiornate al 28 settembre 2021.
| Stagione               | Squadra                | Campionato             | Campionato | Campionato | Coppe nazionali | Coppe nazionali | Coppe nazionali | Coppe continentali | Coppe continentali | Coppe continentali | Altre coppe | Altre coppe | Altre coppe | Totale | Totale |
| Stagione               | Squadra                | Comp                   | Pres       | Reti       | Comp            | Pres            | Reti            | Comp               | Pres               | Reti               | Comp        | Pres        | Reti        | Pres   | Reti   |
| ---------------------- | ---------------------- | ---------------------- | ---------- | ---------- | --------------- | --------------- | --------------- | ------------------ | ------------------ | ------------------ | ----------- | ----------- | ----------- | ------ | ------ |
| 2018                   | América de Cali        | A                      | 0          | 0          | CC              | 0               | 0               |                    | -                  | -                  |             | -           | -           | 0      | 0      |
| 2019                   | América de Cali        | A                      | 12         | 1          | CC              | 4               | 1               |                    | -                  | -                  |             | -           | -           | 16     | 1      |
| Totale América de Cali | Totale América de Cali | Totale América de Cali | 12         | 1          |                 | 4               | 1               |                    | -                  | -                  |             | -           | -           | 16     | 1      |
| 2019-2020              | Saint-Étienne 2        | N2                     | 10         | 0          |                 | -               | -               |                    | -                  | -                  |             | -           | -           | 10     | 0      |
| 2020                   | América de Cali        | A                      | 13         | 2          | CC              | 2               | 0               | CL                 | 1                  | 0                  |             | -           | -           | 16     | 2      |
| 2021                   | América de Cali        | A                      | 20         | 1          | CC              | 0               | 0               | CL                 | 6                  | 1                  |             | -           | -           | 26     | 2      |
| Totale América de Cali | Totale América de Cali | Totale América de Cali | 33         | 3          |                 | 2               | 0               |                    | 7                  | 1                  |             | -           | -           | 42     | 4      |
| Totale carriera        | Totale carriera        | Totale carriera        | 55         | 4          |                 | 6               | 1               |                    | 7                  | 1                  |             | -           | -           | 68     | 6      |

## Palmarès

### Club

#### Competizioni nazionali
- Campionato colombiano: 1

América de Cali: 2020
- Copa Argentina: 1

Central Córdoba (SdE): 2024